# Benedikt Siebenhirter
Benedikt Siebenhirter (* um 1415; † 10. Mai 1458) war Hofbischof Kaiser Friedrichs III. und Weihbischof in Passau.

## Leben
Benedikt Siebenhirter legte 1428 im Stift Kremsmünster die Profess ab (die Urkunde trägt kein Tagesdatum) und ist 1444 und 1446 als Pleban (Leutpriester) in Kirchberg bezeugt. Sein Verwandter (Bruder?) Johann Siebenhirter war Küchenmeister des Kaisers und 1499 Großmeister des St. Georgs-Ordens. Ihm wird es zu verdanken sein, dass Benedikt am 20. November 1452 zum Hofkaplan (Hofbischof) mit dem Titel eines Erzbischofs von Tiberias geweiht wurde (als Suffragan des Bistums Passau). Wohl zur Erhöhung seiner Einkünfte erhielt er 1454 das Stift Ossiach in Kärnten, das 1455 von Bischof Enea Silvio Piccolomini von Siena, dem späteren Papst Pius II., visitiert wurde. Am 10. Mai 1457 resignierte Siebenhirter auf die Abtei.
Von Erzbischof Siebenhirter sind einige Weihehandlungen überliefert. 1457 weihte er Altäre in Lienz und erteilte Ablässe. Er starb am Freitag nach Christi Himmelfahrt 1458. Konrad Eubel führt ihn in seiner Hierarchia Catholica Medii Aevi (Bd. 2, S. 177) mit demselben Weihedatum auch unter den Bischöfen von Lydda. Möglicherweise folgte der ursprünglichen Bischofsernennung noch am selben Tag eine Rangerhöhung.